# La Piste Pasolini
La Piste Pasolini est le premier livre de Pierre Adrian publié le 1er octobre 2015 aux éditions des Équateurs et ayant reçu le prix des Deux Magots en janvier 2016.

## Résumé
L'écrivain-narrateur s'attache, dans un voyage littéraire, à la vie du cinéaste italien Pier Paolo Pasolini en se rendant sur les lieux importants de sa vie du Frioul à Rome où il meurt assassiné sur une plage d'Ostie. 

## Éditions
- Éditions des Équateurs[2], 2015  (ISBN 978-2849904282).